# Cobox

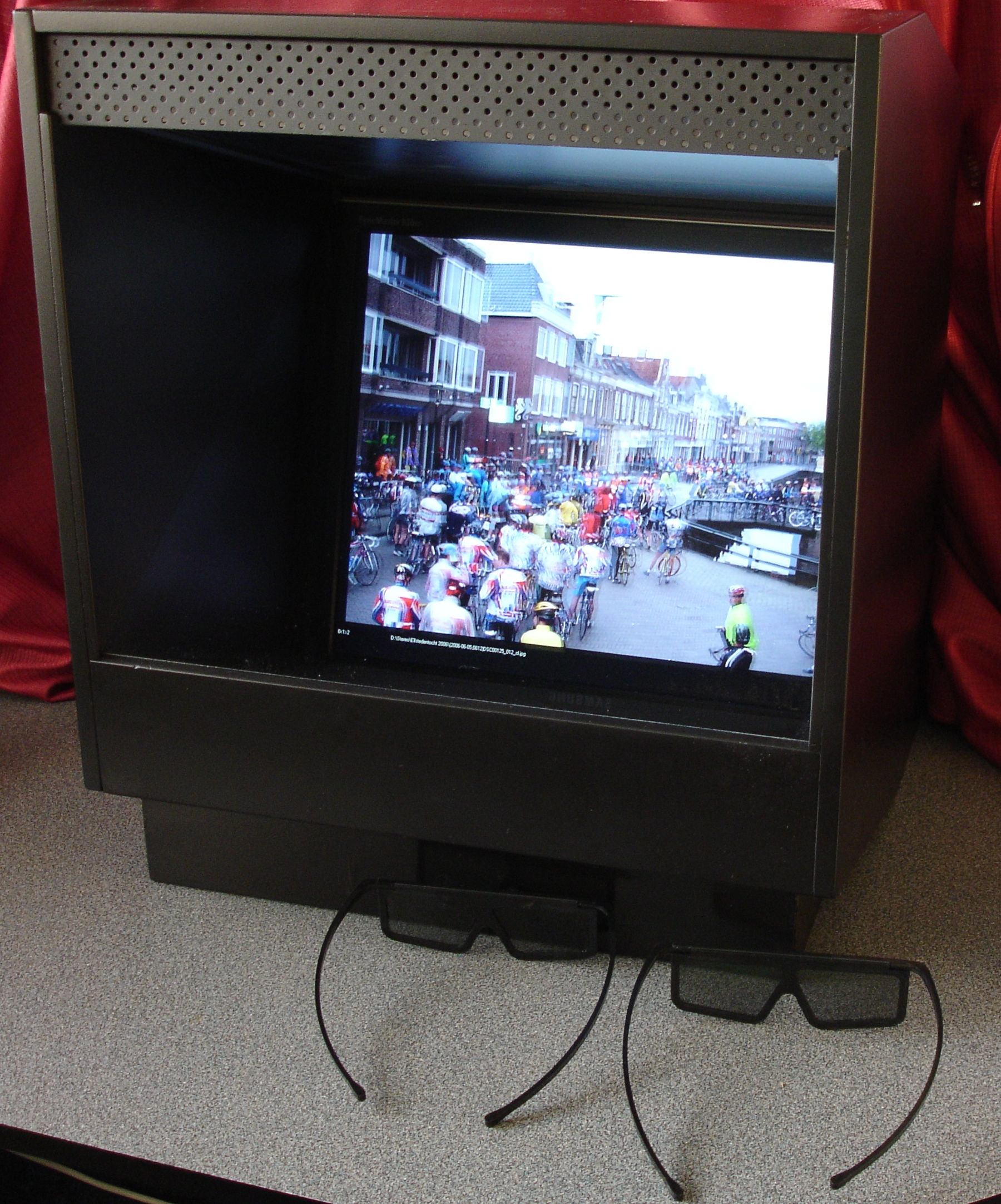
Cobox, geproduceerd door Co van Ekeren (overl. mrt 2012). Het beeld lijkt dubbel, maar als u zo'n gepolariseerde bril opzet, dan ziet u diepte in het beeld.

Een cobox is een computermonitor voor het bekijken van stereobeelden. Het is dus een stereoscoop. Hij bestaat uit twee gewone tft-schermen en een halfdoorlatende spiegel, samengebouwd in een houten kast, die ongeveer de vorm van een kubus heeft.
Om geschikt te zijn voor een cobox, is het gewenst dat het beeld van de tft-schermen schuin gepolariseerd is. Opmerkelijk genoeg voldoen veel tft-schermen daaraan. Schermen die daar niet aan voldoen, zijn minder geschikt: de polarisatie moet in orde worden gemaakt met polarisatiefilters, waardoor de cobox duurder en het beeld lichtzwakker wordt.
Een cobox wordt aangesloten op een computer met twee (analoge of digitale) video-uitgangen. Om het dieptebeeld te kunnen bekijken is er een bril nodig met polariserende glazen. Zo'n bril wordt ook gebruikt bij het bekijken van geprojecteerde stereobeelden en zal bij veel bezoekers van pretparken en bioscopen bekend zijn.
Een cobox kan met enige handigheid zelf gebouwd worden. 
|  |  |
|  |  |